# سیارک ۱۹۵۹۸
سیارک ۱۹۵۹۸ (به انگلیسی: 19598 Luttrell، نامگذاری:1999NL39) نوزده هزار و پانصد و نود و هشتمین سیارک کشف شده‌است که در ۱۴ ژوئیه ۱۹۹۹ کشف شد.
قدر مطلق سیارک برابر ۱۰.۲ است.